# Luidig Ochoa
Luidig Guillermo Ochoa Fajardo (La Victoria, 14 de abril de 1980-Maracay, 8 de agosto de 2014) también conocido por el alias de Cara e' muerto, fue un animador en el arte audiovisual, actor, director, rapero y ex convicto venezolano, conocido principalmente por ser el creador de la serie Cárcel o Infierno, basada en sus vivencias dentro de los retenes de La Planta y Tocorón, y la serie Somos Ladrones. También fue conocido por ser la pareja sentimental de la vedette, modelo y actriz Jimena Araya.

## Primeros años
Luidig Ochoa creció en La Victoria, estado Aragua. Fue detenido en varios retenes juveniles hasta aproximadamente los catorce años, edad también en la que obtuvo su primera pistola. La primera vez que ingresó en un centro penitenciario fue en La Planta, en Caracas, de ser detenido por funcionarios de la policía de Chacao por porte ilícito de un arma de fuego solicitada. Nunca recibió la sentencia de un tribunal a pesar de haber estado dos años detenido y salió en libertad con una medida cautelar debido al retraso procesal de su caso. Dos años después de haber sido liberado es ingresado en el Centro Penitenciario de Aragua (Tocorón) al ser arrestado por la policía regional por lesiones graves e intento de homicidio en Maracay. En Tocorón formó parte del carro del internado, el grupo que lleva el control interno, y fungió en el penal como lucero, el segundo líder de la cárcel, donde mantuvo control de tres pisos del internado junto con otros reos.
Luidig queda en libertad en 2008 después de cinco años de detención, nuevamente sin ser procesado. Luego de salir de la cárcel ingresa a Ávila TV para trabajar en las animaciones, donde elabora el himno nacional del canal y trabajó por dos años. Más adelante forma parte de Venezolana de Televisión, donde permaneció durante año y medio y posteriormente trabajó en el Ministerio del Poder Popular para la Comunicación e Información. Debido a enfrentamientos en la cárcel y a su vida delictiva, Ochoa obtuvo varias cicatrices en el cuerpo, incluyendo heridas con armas blancas producto y el rastro de quince disparos; tres de estos en el rostro, causa por la que obtuvo el apodo Cara e' muerto.

## Cárcel o Infierno
Después del asesinato de su único hermano Luis Alfonso Ochoa Fajardo, como parte de una venganza, Luidig decide alejarse definitivamente de la delincuencia. Vendió su pistola y con ese dinero compró una computadora en la que aprendió a animar la serie «Cárcel o Infierno» que difundió a través de YouTube, en la cual plasma sus vivencias mientras estuvo detenido en los retenes y muestra las precarias condiciones penales de Venezuela, incluyendo el retraso procesal, la autoridad de los pranes por encima de los directores de los penales, las celebraciones realizadas en fechas especiales y la presencia indiscriminada de armas. En 2012 es interrogado por funcionarios del Servicio Bolivariano de Inteligencia Nacional (SEBIN), quienes le sugirieron editar y suavizar sus obras.

## Asesinato
Ochoa fue asesinado el 8 de agosto de 2014 en Maracay, cerca de su residencia en la calle Independencia. Según información suministrada por el CICPC, Ochoa salió de su residencia en su motocicleta y fue interceptado por un sujeto que portaba un arma de fuego, quien le disparó al intentar robar la motocicleta. Sus familiares señalaron que Ochoa recibía amenazas de muerte constantemente a través de redes sociales debido a sus producciones. Su madre, Dignamor Fajardo, aseguró que Luidig fue «asesinado por el gobierno».